# Manneken Pis

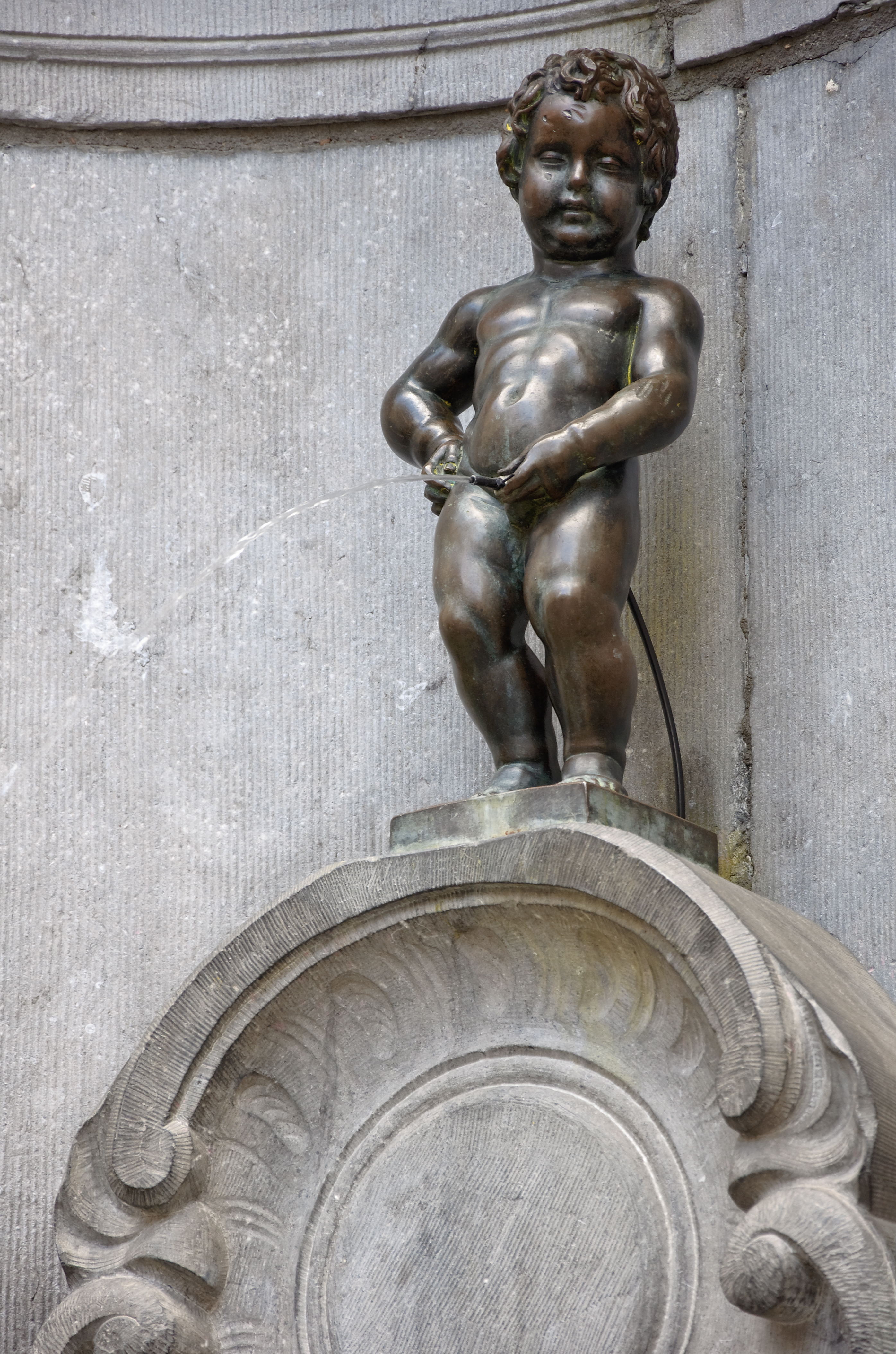
Manneken Pis.

Manneken Pis, literalmente "omulețul care face pipi", este o statuie de bronz din Bruxelles.
Totul provine dintr-o faptă istorică. Un copil a salvat Bruxellesul de la nimicire. În secolul al XVII-lea, la un moment dat, olandezii au vrut să dea foc cetății. Când au dat foc fitilului, un băiețaș pierdut, ce rămăsese în afara cetății, a urinat pe fitil, și astfel a rămas celebru.
O altă legendă spune că acest copil s-a rătăcit de părinții săi. După lungi căutări, tatăl său, un om bogat, l-a găsit în această poziție.
Are o garderobă impresionantă de peste 750 de costume care sunt păstrate în Casa Regelui din Piața Mare vis-a-vis de Primărie.
Există în Bruxelles și o replică feminină: fetița care face pipi în zona străzii Măcelarilor.